# هنری یونسون
هنری یونسون (سوئدی: Henry Jonsson؛ ۱۲ مه ۱۹۱۲ – ۹ مارس ۲۰۰۱) دونده اهل سوئد بود.
وی در مسابقات کشوری و بین‌المللی در مجموع برندهٔ ۱ مدال نقره، ۱ مدال برنز شده‌است.